# I Favolosi Beekman Boys
I Favolosi Beekman Boys (The Fabulous Beekman Boys) è stato un reality show televisivo prodotto negli Stati Uniti da World of Wonder Productions e trasmesso tra il 2010 e il 2011. La serie ha seguito Josh Kilmer-Purcell e suo marito Brent Ridge mentre imparavano come diventare agricoltori per lanciare il loro marchio di lifestyle, Beekman 1802. Brent, un medico che in precedenza ha lavorato per Martha Stewart Omnimedia, vive nella fattoria a tempo pieno, mentre Josh, un autore di bestseller del New York Times, fa il pendolare dal loro appartamento a New York nei fine settimana. Lo spettacolo è stato originariamente trasmesso su Planet Green, uno dei Discovery Networks, ma è stato acquisito da Cooking Channel, una rete di proprietà di Scripps Network Interactive nel 2012.
Con il nome di "Green Green Acres", la serie ha raccontato le prove e le tribolazioni della coppia come agricoltori alle prime armi, aiutati dal loro custode e agricoltore John Hall, o "Farmer John". Hall ha portato le sue capre alla Fattoria Beekman poco dopo Ridge e Kilmer-Purcell l'ha acquistata nel 2007. In primo piano c'è anche Polka Spot, il lama della fattoria. Altri attori di Sharon Springs, New York, sono inclusi nel cast come Doug Plummer e Garth Roberts, proprietari dell'American Hotel.
Il 9 agosto 2010, Planet Green ha annunciato che I Favolosi Beekman Boys è stato rinnovato per una seconda stagione di dieci episodi. Annunciando il rinnovo, Laura Michalchyshyn, Presidente e Direttore Generale di Planet Green, ha osservato che la serie "si è rapidamente affermata come una pietra miliare per Planet Green". La seconda stagione è iniziata il 22 marzo 2011.
Planet Green ha rifiutato di rinnovare I Favolosi Beekman Boys per una terza stagione a causa delle valutazioni basse. La coppia ha anche partecipato alla 21ª stagione di The Amazing Race, diventando i vincitori del primo premio della stagione.
La serie è stata trasmessa in Italia doppiata sul canale Discovery Travel & Living di Sky TV dall'ottobre 2010.

## Format
La prima stagione segue quello che Josh e Brent chiamano "l'anno del sacrificio", con Brent che vive a tempo pieno nella fattoria mentre Josh lavora in città durante la settimana e si reca nell'agriturismo nei fine settimana. La stagione segue i tentativi della coppia di costruire il loro marchio, compreso il raggiungimento di un'esposizione più ampia per i loro saponi e formaggi a base di latte di capra e l'affrontare lo stress che la lunga separazione mette sulla loro relazione. La stagione si chiude con l'apertura del primo negozio, la celebrazione della coppia del loro decimo anniversario e il loro accordo per estendere "l'anno del sacrificio".
La seconda stagione si apre con Josh sempre più frustrato per aver rimandato il suo sogno di diventare un contadino a tempo pieno e la coppia ha fissato l'obiettivo di generare un milione di dollari di entrate per consentire a Josh di trasferirsi definitivamente a Beekman Farm. Il cast di supporto si espande con l'introduzione di tre dipendenti di Beekman 1802: Stephane il comptroller; Megan, direttore operativo; e Maria, la direttrice delle risorse.

## Cast
- Josh Kilmer-Purcell: se stesso
- Brent Ridge: se stesso
- John Hall: se stesso

## Episodi
| Stagione         | Episodi | Primo episodio  | Ultimo episodio |
| ---------------- | ------- | --------------- | --------------- |
| Prima stagione   | 10      | 16 giugno 2010  | 11 agosto 2010  |
| Speciale         | 1       | 8 dicembre 2010 | 8 dicembre 2010 |
| Seconda stagione | 10      | 22 marzo 2011   | 17 maggio 2011  |

## Accoglienza
Il New York Times ha trovato lo spettacolo "meno favoloso" della sitcom degli anni sessanta La fattoria dei giorni felici, citando la sua enfasi sugli argomenti tra la coppia (Brent & Josh) su "l'umorismo rurale del pescare fuori dall'acqua". Conclude che "il pubblico che difende fieramente tutto ciò che pretende di essere favoloso" godrà dei "momenti di burlesco silvicolo" della serie.